# Wysoki Zamek we Lwowie
Wysoki Zamek we Lwowie – murowany, gotycki zamek królewski we Lwowie, wzniesiony w II połowie XIV wieku przez króla Polski Kazimierza III Wielkiego. Zbudowany został w miejscu zamku drewnianego, wzniesionego po 1251 roku przez króla Rusi Daniela Halickiego. Warowny, położony na wzgórzu Wysokim Zamku, na północ od Starego Miasta; zniszczony w 1704 roku, rozebrany w roku 1772.

## Historia
Wysoki Zamek, wraz z miastem, wzniósł Kazimierz III Wielki po przyłączeniu Rusi Czerwonej do Polski. Zamek zlokalizowano na miejscu drewnianego grodu księcia Daniela Halickiego, który to gród w 1261 został zburzony na żądanie Tatarów. Murowany zamek król Kazimierz zaczął wznosić w roku 1362, a jego remont przeprowadzono w latach 1570–1574. W 1648, w czasie powstania Chmielnickiego, zamek został zdobyty i spalony przez wojska kozackie pod dowództwem Maksyma Krzywonosa. Odbudował go komendant Lwowa, Krzysztof Grodzicki, w 1653. W 1655 zamek wytrzymał kolejne oblężenie kozackie, a w 1672 także oblężenie Turków. W 1695 roku obronił się przed Tatarami. W XVIII wieku zaczął popadać w ruinę. W 1704 został zdobyty i zniszczony przez wojska szwedzkie pod wodzą Karola XII. Po zajęciu Lwowa przez Austriaków większość murów zamkowych została rozebrana. W 1869, w 300-lecie unii lubelskiej, na ruinach jednej z baszt usypano kopiec nazwany Kopcem Unii Lubelskiej. Do dziś przetrwał tylko fragment jednej ze ścian zamkowych.